# Fridrich Kazimír Frýštatský
Fridrich Kazimír Frýštatský (prosinec 1541 / leden 1542 Pardubice – 4. května 1571 Přelouč) byl těšínský kníže z rodu Piastovců. Od roku 1560 působil jako spoluvladař svého otce Václava III. Adama Těšínského nejprve na Fryštátě a Skočově a od roku 1565 také v Bílsku.

## Život

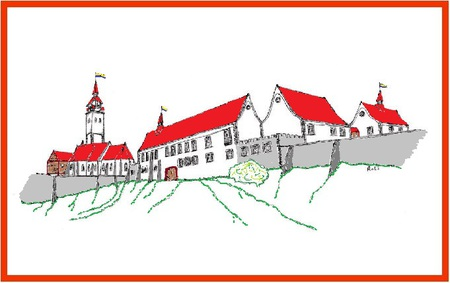
Rezidenční sídlo knížete Fridricha Kazimíra ve Fryštátě

Narodil se jako druhé dítě těšínského knížete Václava III. Adama Těšínského a Marie Těšínské z Pernštejna, dcery Jana IV. z Pernštejna. Po uznání plnoletosti v roce 1560 získal od otce do správy několik pozemků. Přestože jeho příjem nebyl vysoký, vedl Fridrich Kazimír přepychový životní styl, a zahájil výstavbu svého nového, přepychového sídla Ráj, čímž v krátké době přivedl své pozemky k bankrotu. Hodnota jeho dluhů se vyšplhala na částku 244 tisíc tolarů.
28. prosince 1563 si vzal za ženu Kateřinu, dceru lehnického knížete Fridricha III. Lehnického. S ní ve Fryštátě založil svou vlastní rodovou větev se sídlem na tamním hradě. Měli jednu dceru, Kateřinu (6. srpna 1565 – prosinec 1571).
Fridrich Kazimír zemřel v roce 1571 na cestě do Prahy v Přelouči a byl pochován v po boku své matky Marie Těšínské z Pernštejna, v kostele svatého Bartoloměje v Pardubicích. Jeho smrtí vymřeli Piastovci ve Fryštátě, který jako léno českých králů přešel na císaře Maxmiliána II. Habsburského.